# Gilbert Andéga Camara
Pour les articles homonymes, voir Camara.
Gilbert Andéga Camara, né en 1970 à Conakry (Guinée), est un sociologue rural et homme politique guinéen.
Depuis le 22 janvier 2022, il est conseiller au sein du Conseil national de la transition dirigé par Dansa Kourouma.

## Biographie
Le 22 janvier 2022, Gilbert Andéga Camara est nommé par décret membre du Conseil national de la transition en tant que représentant des organisations paysannes,.
Il était membre de la délégation des conseillers nationaux lors des consultations nationales sur l’axe Mali, Lélouma et Koundara.[réf. nécessaire]